# Kletszkajai járás

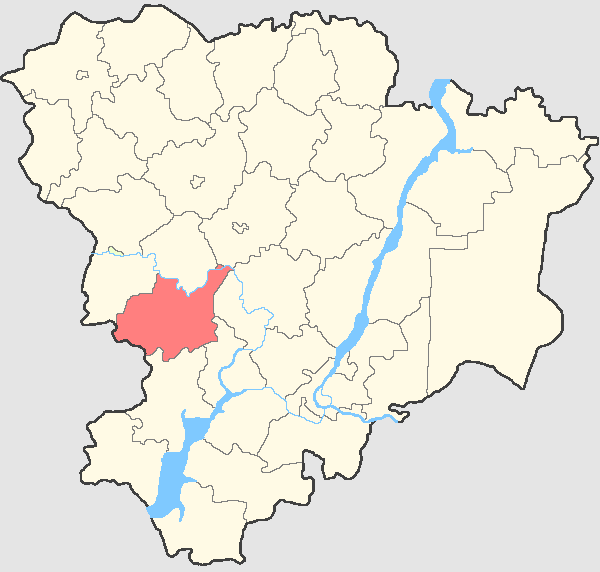
A Kletszkajai járás a Volgográdi területen

A Kletszkajai járás (oroszul Клетский муниципальный район) Oroszország egyik járása a Volgográdi területen. Székhelye Kletszkaja.

## Népesség
- 1989-ben 18 412 lakosa volt.
- 2002-ben 19 541 lakosa volt.
- 2010-ben 17 858 lakosa volt, melyből 15 044 orosz, 680 dargin, 497 kazah, 253 ukrán, 201 csecsen, 148 tatár, 132 udmurt, 110 cigány, 97 csuvas, 78 mari, 69 fehérorosz, 42 örmény, 32 moldáv, 29 német, 27 azeri, 24 kumik, 19 üzbég, 14 avar, 13 mordvin, 12 baskír, 11 lengyel, 11 lezg, 11 tabaszaran stb.